# Patrioten-Polka
Patrioten-Polka, op. 274, är en polka av Johann Strauss den yngre. Den framfördes första gången den 19 mars 1863 i Sofienbad-Saal i Wien.

## Historia
Johann Strauss dåliga fysiska och mentala hälsa ledde till att hans läkare i januari 1863 förbjöd honom att komponera någonting under den kommande karnevalen, undantaget var hans åtagande som dirigent. Men den 25 februari samma år valde Strauss att bryta förbudet: samma dag kom nämligen den efterlängtade beskedet att han hade blivit utnämnd till "Kejserlig och Kunglig Hovbalsmusikdirektör" ("K. K. Hofball-Musikdirektör"). Redan den 20 februari hade han lämnat in en ansökan om denna hederspost, som en gång skapades för hans far Johann Strauss den äldre 1846. Redan efter faderns död 1849 hade Johann Strauss den yngre ansökt om att få överta titeln. Men på grund av sitt klara ställningstagande mot kejsarmakten under revolutionen 1848 fick han givetvis avslag. Under de närmast efterföljande åren blev han inte anförtrodd några uppdrag för hovet i Wien. Faderns tidigare flöjtist Philipp Fahrbach fick istället leda hovbalerna. 1856 gjorde Johann Strauss ett nytt försök att bli tilldelad den prestigefyllda titeln, men fick avslag på nytt. En polisrapport hade anmärkt på hans "omoraliska och slösaktiga livsstil". Efter giftermålet gjorde Strauss ett tredje försök 1863 - då lyckades det äntligen. 
Som tack för utnämningen arrangerade Strauss och hans förläggare Carl Haslinger en "Patriotisk fest" till förmån för det lokala militärsjukhuset. Det var 50 år sedan slaget vid Leipzig 1813 och nationalismen började bli stor. För att uppnå en rimlig nettovinst satte Strauss upp den populära tondikten Die Schlacht bey Leipzig av Philipp Jakob Riotte (1776-1856) på programmet och kombinerade sin orkester med en militärorkester för att kunna framföra skådespelet effektivt. Strauss hade i sin ansökan lovat att inte mer uppträda inför enkel publik eller ute i förorterna. Festen ägde rum den 19 mars 1863 i Sofienbad-Saal och enligt rapporterna fick polkan ett obligatoriskt applådtack medan tondikten var kvällens stora vinnare.

## Om polkan
Speltiden är ca 3 minuter och 12 sekunder plus minus några sekunder beroende på dirigentens musikaliska tolkning.